# Söğütlü

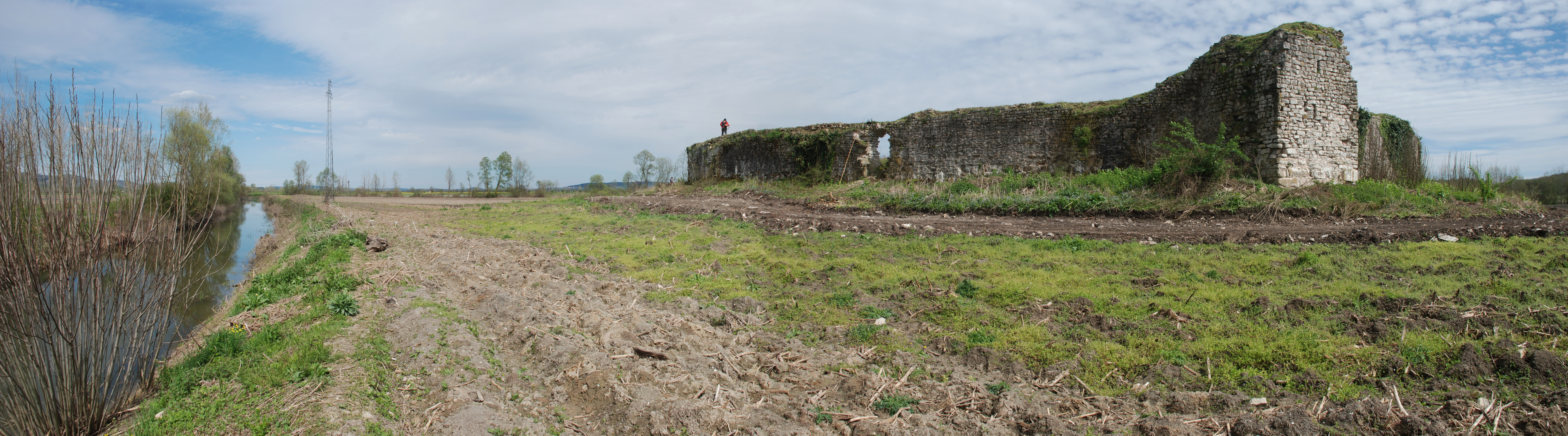
Harmantepe castle in Söğütlü district

Söğütlü est une ville et un district de la province de Sakarya dans la région de Marmara en Turquie.